# Klára z Rimini
Klára z Rimini také Chiara Agolanti (1280, Rimini – 10. února 1326, tamtéž) byla italská řeholnice a klariska. Katolická církev jí uctívá jako blahoslavenou.

## Život
Narodila se roku 1280 v Rimini do velmi bohaté rodiny.
Brzy ztratila vedení své matky a užívala si světský a hříšný život. Její otec a bratr zemřeli v boji proti Malatestům, takže veškeré bohatství rodiny náleželo Kláře.
Když jí bylo 34 let, stala se jí neobvyklá událost. Když se účastnila mše v kostele františkánů, zdálo se jí že zaslechla hlas, který jí přikazoval říct aspoň Otčenáš a Zdrávas Maria. Klára příkaz uposlechla, a poté začala přemýšlet o svém životě.
Rozhodla se vstoupit do Třetího řádu svatého Františka. Brzy se stala vzorem každé ctnosti, ale především lásky k chudým a potřebným. Když byly klarisky kvůli válce nuceny opustit město, díky Kláře získali klášter v Rimini.
Později Klára spolu s dalšími zbožnými ženami vstoupili ke klariskám. Stala se představenou kláštera Panny Marie Andělské v Rimini. Podle některých průběhu vykonávala zázraky.

## Kult
Její tělo spočívá v riminském kostele ve čtvrti Corpolò. Tělo sem bylo přemístěno během druhé světové války. Do té doby se nacházelo v Malatestově chrámu, kde vznikl její kult.
Dne 22. prosince 1784 papež Pius VI. potvrdil kult Klary.
Její svátek je připomínán 10. února.